# Cèl·lula diana
Cèl·lula diana, s'anomena així qualsevol cèl·lula en la qual una hormona s'uneix al seu receptor, s'hagi determinat o no una resposta bioquímica o fisiològica. Les hormones neden en el torrent sanguini fins que a trobar una cèl·lula diana apropiada i la cèl·lula és impulsada a fer una funció específica. Un exemple és la insulina, hormona secretada per les cèl·lules beta dels illots de Langerhans del pàncrees, que actua en les cèl·lules musculars de l'organisme.
Hi ha al voltant de 200 tipus diferents de cèl·lules en els éssers humans. Només unes poques produeixen hormones, però la major part dels 75 bilions de cèl·lules en un ésser humà són cèl·lules diana per una o més de les més de 50 tipus d'hormones que es coneixen.